# L'Aigle (meteorito)

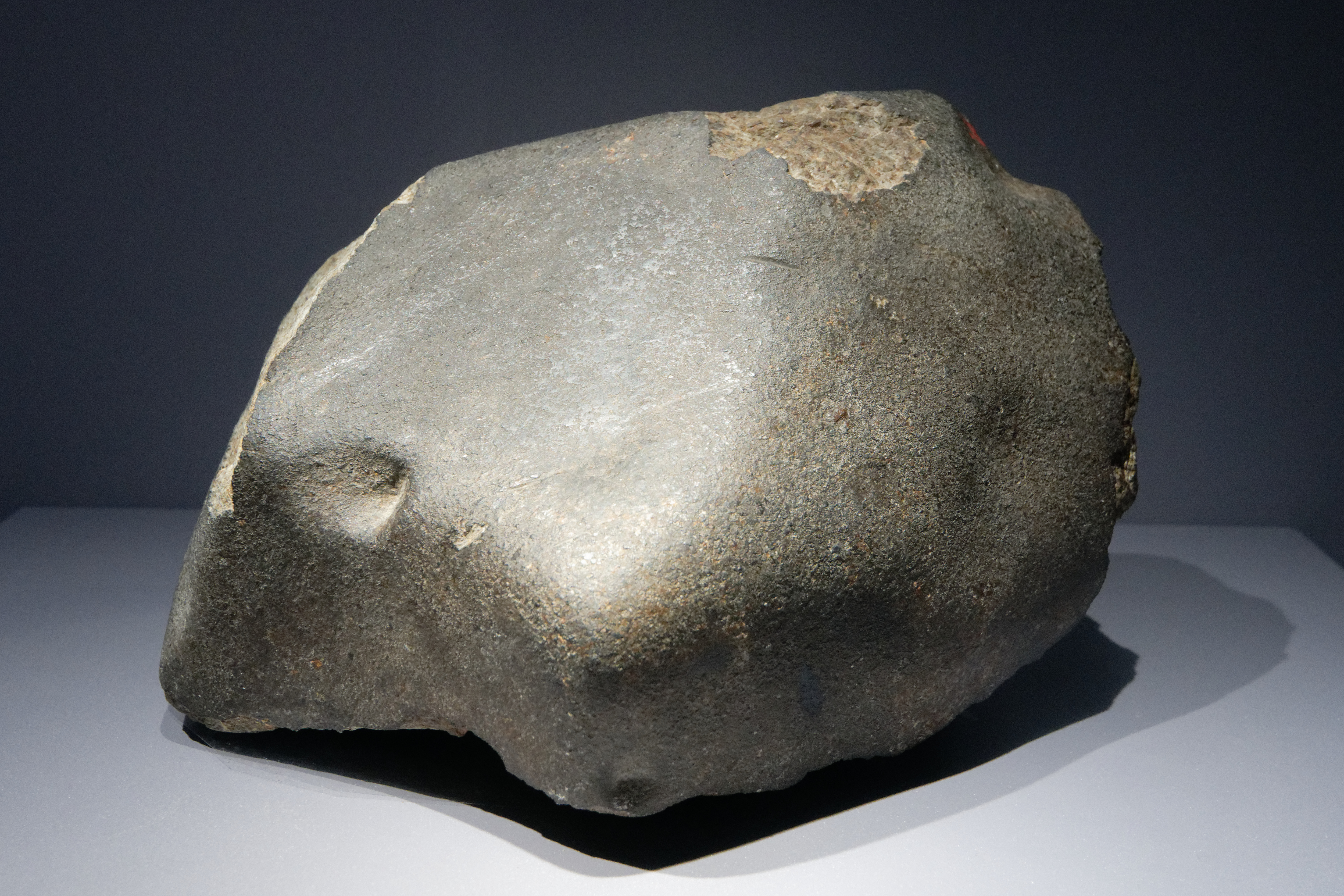
Fragmento do meteorito L'Aigle

L'Aigle é um meteorito L6 que caiu em 26 de abril de 1803 em L'Aigle, França.

## História
No início da tarde de 26 de abril de 1803, uma chuva de meteoritos de mais de 3 000 fragmentos caíram sobre a cidade de L'Aigle, na Normandia, França. Ao saber desse evento, a Academia Francesa de Ciências enviou o jovem cientista Jean-Baptiste Biot para investigar. Após um trabalho minucioso no campo, ele relatou dois tipos de evidências que apontam para uma origem extraterrestre para as pedras:
1. Evidência física: o aparecimento repentino de muitas pedras idênticas semelhantes a outras pedras caídas do céu em outros lugares
2. Evidência moral: muitas testemunhas que observaram uma "chuva de pedras lançadas pelo meteoro"

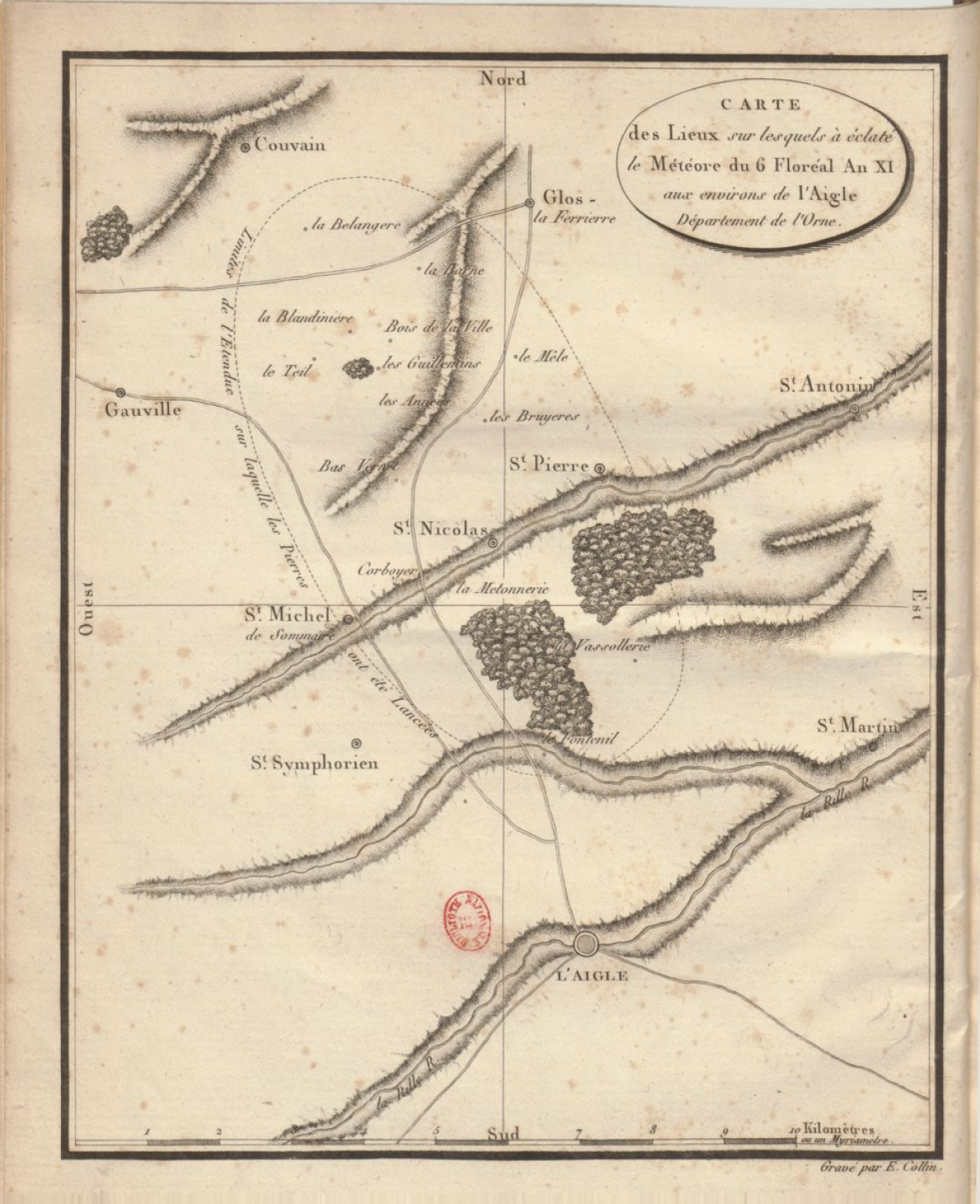
Representação do campo perdido no relatório de Jean-Baptiste Biot

O apaixonado artigo de Biot descrevendo como essas pedras devem, sem dúvida, ser de origem extraterrestre efetivamente deu origem à ciência dos meteoritos. O evento L'Aigle foi um marco na compreensão dos meteoritos e suas origens, porque naquela época a mera existência de meteoritos era duramente debatida. Se eles foram reconhecidos, sua origem foi controversa, com a maioria dos comentaristas concordando com Aristóteles que eles eram terrestres, e relatos de testemunhas de quedas de meteoritos foram tratados com grande ceticismo. O meteorito já foi armazenado junto com Angers, outro meteorito que atingiu a França 19 anos depois, em uma sala do Muséum d'histoire naturelle d'Angers, um museu francês de história natural.

## Composição e classificação
É um condrito comum tipo L6.